# 珊瑚海海戦

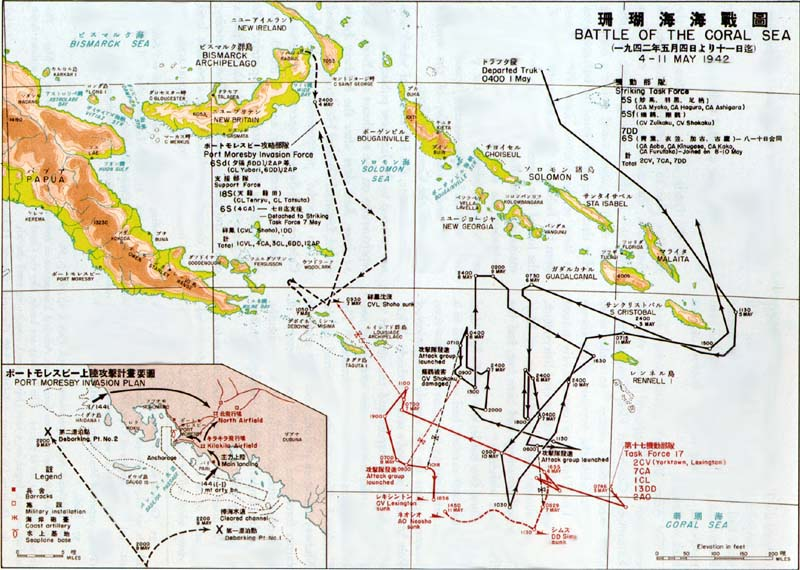
珊瑚海海戦

珊瑚海海戦（旧字体：珊瑚海海戰、さんごかいかいせん、英語: Battle of the Coral Sea）は、太平洋戦争中の1942年（昭和17年）5月上旬、MO作戦中に日本海軍と連合国（アメリカ合衆国・オーストラリア）軍の間で発生した戦闘。ニューギニア作戦の一環としてポートモレスビー攻略を目指して珊瑚海に進出する日本軍の計画を、連合国は暗号解読で察知する。空母機動部隊を派遣して、艦上機を主軸に日本の攻略部隊を空襲したため、日本海軍も空母機動部隊で敵空母を捕捉しようとして発生した。
5月3日、ソロモン諸島ツラギ島を占領した日本軍に対し、翌4日にアメリカ海軍の第17任務部隊（空母ヨークタウン）の航空隊が奇襲したが、駆逐艦「菊月」と小型艇3隻が沈没しただけで戦果は少なかった。5月7日の戦闘では両陣営ともに錯誤や失策が相次ぎ、日本側は軽空母「祥鳳」を、連合軍側はタンカー1隻と駆逐艦1隻を喪失した。5月8日の戦闘では、アメリカ海軍の正規空母2隻と日本海軍の第五航空戦隊（瑞鶴、翔鶴）が攻撃を交わした。日本側は「翔鶴」が大破し、連合軍側は「レキシントン」が沈没、「ヨークタウン」が中破した。この海戦は対抗する両艦隊が互いに相手の艦を視界内に入れずに行われた、歴史上最初の海戦となった。また空母機動部隊同士が正面から激突した、初の海戦でもあった。

## 背景

### MO作戦まで
1941年（昭和16年）9月、太平洋戦争開戦前におこなわれた連合艦隊の図上演習において、中部太平洋のカロリン諸島トラック泊地を根拠地とする日本海軍の第四艦隊（司令長官井上成美中将）は、「ラバウル攻略後はラエやサラモアなどニューギニア島東部へ進出すべし」と主張した。10月の図上演習でも第四艦隊は「ラバウル確保のため、さらに前方の要地を攻略すべし」と主張した。連合艦隊（司令長官山本五十六大将、参謀長宇垣纏少将など）はラバウル進出後の戦略や同方面作戦について具体的に研究していなかった。軍令部はオーストラリア委任統治領パプアニューギニアの要港ポートモレスビーやツラギ島を第一線とすべきと考えていたが、やはり具体的な研究はしていなかった。
1939年（昭和14年）9月の第二次世界大戦勃発後、イギリス連邦のオーストラリアは北アフリカ戦線や地中海戦域に陸海軍の精鋭を派遣していたため、本土防衛力に不安があった。戦略的に見て同国は南西連合軍の後方基地であり、日本軍がジャワ島まで到達した場合、重要拠点となった。太平洋戦争劈頭の真珠湾攻撃でアメリカ太平洋艦隊が大打撃をうけた米軍も、同大陸を残された対日反攻拠点として重視していたので戦略的価値が高まり、米国と協同して領土防衛、米豪連絡路の確保に努めた。また日本軍の大本営海軍部も、オーストラリアの戦略的価値急増にともない、戦争終結促進のためオーストラリアを英連邦から脱落させることを模索しはじめた。そのためオーストラリア大陸の北部と北東部の要地を攻略し、米豪連絡路の遮断・同方面の敵海上兵力撃滅を検討した。大本営陸軍部は「オーストラリア全土の占領は不可能である」と判断して海軍案に反対したが、南方要域防衛の観点から、オーストラリア北部を押さえる必要性は認めていた。種々折衝の末、陸軍も海軍側の米豪連絡路の要地攻略案に賛成。ここに、日本陸軍もポートモレスビー攻略に加わることになった。
1942年（昭和17年）1月23日、第四艦隊を基幹とする南洋部隊（指揮官井上成美中将／第四艦隊司令長官）は、ニューブリテン島のラバウルとニューアイルランド島のカビエンを占領した。南洋部隊はラバウルの航空基地化を促進した。ラバウル占領後、南洋部隊はニューブリテン島各地を占領して航空基地を設営し、またニューギニア島東部の連合軍飛行場に空襲を行った。

### MO作戦の準備

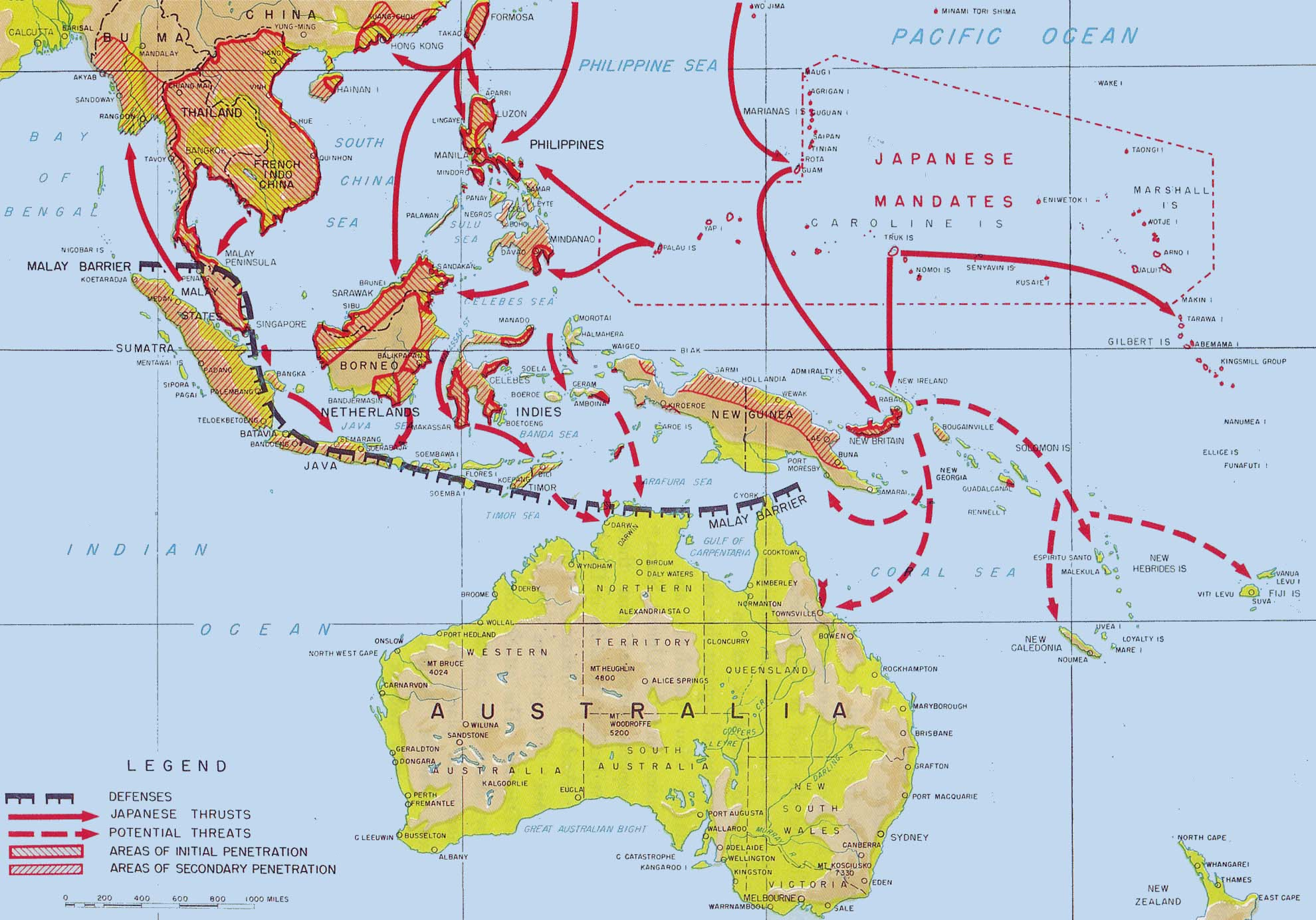
1942年4月までの日本軍侵攻作戦

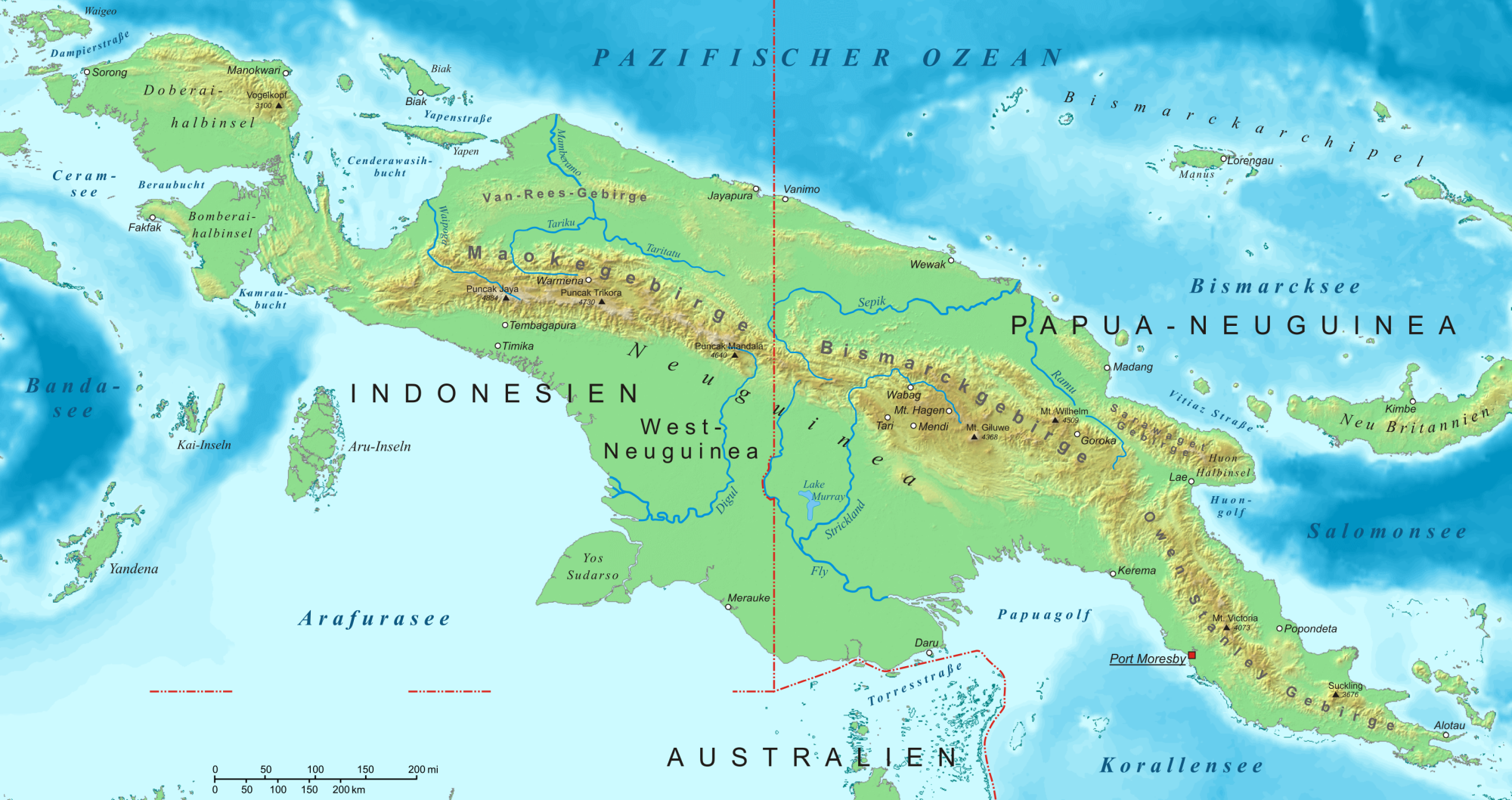
ニューギニア島とポートモレスビーの位置

1942年（昭和17年）1月29日、軍令部は大海指47号で連合艦隊に対し「聯合艦隊司令長官ハ別紙中央協定ニ準拠シ英領「ニューギニア」及「ソロモン」群島ニ対スル作戦ヲ実施スベシ」と、ラエ、サラモア、ツラギ、ポートモレスビーなどの攻略を指示し、さらに2月27日、ナウル、オーシャン両島の攻略が大海指第59号で指示された。
井上中将を指揮官とする南洋部隊はこれに基づき、3月にラエ、サラモア、4月にツラギ、ポートモレスビーを攻略するように計画した。計画は、まず日本陸軍と海軍が協同でニューギニア島東部（パプアニューギニア）のラエとサラモアを攻略し、ラエとサラモア占領後、オーストラリアをアメリカから遮断し孤立させる戦略構想（「米豪遮断作戦」）の一環として、ニューギニア島南東岸にあるポートモレスビーを奇襲攻略することを決定した（「MO作戦」あるいは「モ号作戦」）。
ニューギニア島は中央部を東西に山脈が走っているため、北岸からオーエンスタンレー山脈を越えてポートモレスビーに至る陸路攻略には困難が予想され、海路から攻略を行う方針が決まった。同時に日本海軍単独でソロモン諸島のツラギ島を占領し、同島に水上機基地を設営して珊瑚海の警戒を行うことが決定された。この作戦における海軍の主任務は、陸軍歩兵第一四四連隊、海軍呉特別陸戦隊をのせた11隻の輸送船の護衛である。
3月8日、南洋部隊は第六水雷戦隊（旗艦夕張）を主力とする攻略部隊で、ラエとサラモアを攻略・占領する。直後の3月10日朝、空母レキシントンとヨークタウンを基幹とするウィルソン・ブラウン中将の米軍機動部隊がラエとサラモアに航空攻撃を敢行、日本軍は所在艦船18隻中、艦船4隻沈没、中破小破14隻、戦死130名という損害を出した。この攻撃による損害に不安を感じた陸軍南海支隊長堀井富太郎陸軍少将は軽空母1隻（祥鳳）が輸送船団護衛につくだけではアメリカ軍機動部隊出現時に対処できないと判断し、3月20日の電文で有力な日本軍機動部隊の増派を求めた。
ラエ、サラモアの攻略に成功した直後、米軍機動部隊の反撃により日本軍は艦船に大きな損害を出した。南洋部隊はポートモレスビー攻略作戦を一ヶ月延期して、5月下旬実施予定とした。ポートモレスビー作戦実施にむけ準備を進める南洋部隊に対し、連合艦隊はミッドウェー島攻略作戦を検討し、4月5日には軍令部もミッドウェー作戦（MI作戦）の採用に至った。連合艦隊は5月上旬にポートモレスビーを攻略し、6月上旬にミッドウェーを攻略、7月上旬にFS作戦（フィジー、ニューカレドニア作戦）を実施、10月を目途にハワイ攻略作戦の準備を進めることにした。
4月10日、連合艦隊は麾下艦隊・部隊に対し、第二段作戦第一期兵力部署への転換を命じた。当初案では、南洋部隊に編入されポートモレスビー攻略作戦に参加するのは空母「加賀」であった。しかし現地指揮官から空母増勢の要求があり、連合艦隊と第四艦隊の交渉の結果、第五航空戦隊に差し替えられた。発令された兵力部署により、南洋部隊（指揮官：第四艦隊司令長官）は第四艦隊（鹿島、第十九戦隊など）、第六戦隊、第五戦隊、第五航空戦隊、第7駆逐隊と第27駆逐隊、空母祥鳳（第四航空戦隊）、水上機母艦瑞穂等となる。このうち、第五戦隊、五航戦、第7駆逐隊・第27駆逐隊がポートモレスビー作戦にともなう増強戦力である。
五航戦は1941年（昭和16年）9月に編制されたばかりで練度も劣っていたため、実戦経験を積ませる目的があったという。当時、第五航空戦隊（司令官原忠一少将）は南雲機動部隊に所属してセイロン沖海戦参加、作戦を終えて日本へ帰還中だった。
連合艦隊と大本営海軍部は、ポートモレスビー攻略作戦は小規模と想定していた。さらに「ポートモレスビーは5月10日までに攻略する」という方針を固めていた。そのため、ミッドウェー、アリューシャン作戦（AL作戦）に同部隊の戦力が転用されることからツラギ、ポートモレスビー攻略は5月上旬とさらに変更された。第五航空戦隊や「祥鳳」も5月10日までにMO作戦を終わらせ、その後はミッドウェー作戦に参加するよう指導されていた。
五航戦と第27駆逐隊はドーリットル空襲を敢行したアメリカ空母機動部隊（第16任務部隊）を追跡したあと、まもなく南洋部隊へ復帰、4月25日にトラック島に到着した。井上成美第四艦隊司令長官は「MO機動部隊は、有力なる敵海上部隊の所在判明せざる場合は、なるべく速やかに、タウンズビル方面の敵飛行場を急襲、所在航空兵力を撃滅すべし」と命令した。これはMO機動部隊が制海権のない珊瑚海に10日もとどまり、敵艦隊攻撃から敵航空基地撃滅まであらゆる任務に投入されることを意味し、連合艦隊司令部は「MO機動部隊の作戦に関し、同隊は敵の機動部隊に対する作戦を第一義とし、豪州要地の空襲については、同隊の兵力並びに豪州北方海域の情況等に鑑み、とくに慎重を用されたし。なお敵陸上基地航空兵力の撃滅には、所要の基地航空隊を集中作戦する如く取り計らわれたし」と第四艦隊の命令を取り消している。井上中将は「第五航空戦隊は、珊瑚海方面に敵が出現した場合にのみこれを撃滅せよ」と命令を訂正した。
南洋部隊の作戦計画では、まず第十九戦隊がソロモン諸島のツラギ島を占領後して水上機基地を設置、ポートモレスビー攻略船団は水上機の掩護下に進撃する。第十九戦隊はナウル攻略とオーシャン攻略に参加、MO主隊は第十九戦隊を支援したあと西進して南海支隊を支援、MO機動部隊はアメリカ軍攻撃に備えて待機、5月10日にポートモレスビーを攻略するという複雑な予定であった。また連合艦隊はラバウル方面の第二十五航空戦隊に対し、南洋部隊の作戦に協力するよう命じた。第二十五航空戦隊は第11航空艦隊（司令長官塚原二四三海軍中将）の麾下にあり、南洋部隊（井上第四艦隊司令長官）とは指揮系統が違う。日本軍の戦力分散と作戦の複雑さについては、戦闘詳報や米海軍大学校も、日本軍苦戦の一因になったと指摘している。また軽空母「祥鳳」は4月18日のドーリットル日本本土空襲でアメリカ軍機動部隊迎撃に出動し、それから急遽南下してトラック泊地に進出している。MO攻略部隊・MO機動部隊ともに「間に合わせ部隊」であり、事前の打ち合わせ・訓練もほとんど行っていなかった。

### 連合国の準備
連合国軍は、太平洋戦争の緒戦で日本軍の南方作戦を阻止できず、フィリピン攻防戦や蘭印の戦いで苦戦を続けていた。アメリカ海軍の場合、太平洋艦隊の戦艦部隊が行動不能になったので、健在のレキシントン級航空母艦とヨークタウン級航空母艦を基幹として空母機動部隊を編成し、日本軍の拠点に機動空襲を敢行する。それと並行し、米豪連絡路の確保、敵の南太平洋進出阻止を掲げ、南西南太平洋方面に主として米陸海軍兵力を急速増強していた。連合軍は日本海軍の暗号を解読し、軽空母祥鳳と大型空母2隻を含む攻撃部隊に護衛された輸送船団が珊瑚海に進出することを知った。
この情報を得たアメリカ海軍は、第11任務部隊（フィッチ少将、空母レキシントン基幹）と、第17任務部隊（フレッチャー少将、空母ヨークタウン基幹）を邀撃のために派遣した。また4月18日にドーリットル空襲を敢行したハルゼー提督の第16任務部隊（空母ホーネット、エンタープライズ基幹）は、4月25日にハワイ諸島へ戻ったが、真珠湾で補給を終えた後に珊瑚海へ出動した。

### ツラギ攻略
1942年（昭和17年）4月30日、ツラギ攻略部隊の第十九戦隊（司令官志摩清英少将、旗艦:敷設艦「沖島」）がラバウルを出発した。5月3日、第十九戦隊は軽空母祥鳳艦上機と神川丸艦載機支援のもとフロリダ諸島（ツラギ島、ガブツ島、タナンボコ島）に上陸したが、連合国軍は殆ど撤収しており、小競り合いが起きた程度で日本軍の上陸作戦は成功した。日本軍は水上機基地の設営を開始、同日夕方までに設営を完了した。MO作戦第一段階完了にともない、第十八戦隊（司令官丸茂邦則少将）、五藤少将の第六戦隊は次々に反転、ブカ島クインカロラで補給の後、南海支隊と合流することになっていた。
MO機動部隊は5月1日、トラック諸島を出航した。同日には第四艦隊旗艦「鹿島」に座乗した井上ら第四艦隊司令部がトラック諸島からラバウルへ向かった。機動部隊司令官は高木武雄中将で、原忠一少将は第五航空戦隊司令官として高木中将の指揮下にある。第五航空戦隊の航空戦力は空母1隻につき零式艦上戦闘機18、九九式艦上爆撃機18、九七式艦上攻撃機18、第五戦隊（妙高、羽黒）は各艦零式水上偵察機1機、九五式水上偵察機2機を搭載している。MO機動部隊はラバウルに第二十五航空戦隊の零戦9機を輸送するため寄り道したが、悪天候により2度にわたり引き返したため、5月3日に輸送の中止を決定した。
MO攻略部隊には軽空母祥鳳（零式艦上戦闘機10→5/2事故で9機、九六式艦上戦闘機4、九七式艦上攻撃機6）が護衛についていたが、作戦会議で公然と反対した杉山利一（祥鳳飛行長）のように多くの者が軽空母1隻の護衛には限界があると感じていた。もっとも、日本軍は空母レキシントンを既に撃沈したか、本国修理中であると推定しており、仮に珊瑚海に米空母が出現するとしても空母サラトガ1隻と判断している。「鹿島」に座乗した井上ら第四艦隊司令部は、4日にラバウルへ到着した。以後、井上はラバウル方面からMO攻略部隊・MO機動部隊・援護部隊・ポートモレスビー攻略部隊を指揮した。

## 経過
日本軍の戦闘詳報における時間は東京時間を基準としているため、現地時間とは2時間の差がある。以下は午前/午後○○時○○分を東京時間、（○○:○○分）を現地時間とする。

### 海戦前

#### ツラギ空襲
5月4日朝、日本海軍のツラギ上陸を察知したフランク・J・フレッチャー少将は艦隊を北上させ、空母ヨークタウンからツラギに向け攻撃隊が発進した。この日ヨークタウンからは4波による攻撃がなされ「軽巡洋艦1隻、水上機母艦1、駆逐艦2、輸送船2、砲艦4隻」を攻撃して「駆逐艦2隻、貨物船1を撃沈、軽巡洋艦1隻大破着底、水上機母艦1、駆逐艦、貨物船1隻が損傷」と報告した。実際の戦果は、駆逐艦「菊月」および掃海艇3隻を撃沈、敷設艦「沖島」と駆逐艦「夕月」が至近弾と機銃掃射によって小破（夕月は艦長戦死）、神川丸の零式観測機2機を喪失した。ヨークタウン側はF4Fワイルドキャット戦闘機2機不時着・TBDデバステーター雷撃機1機を失い、SBDドーントレス急降下爆撃機6機、TBD雷撃機2機が損傷した。この他に神川丸の戦闘詳報によれば、零式観測機がPBYカタリナ飛行艇を撃墜したが、索敵中の水上偵察機2機を喪失した。第17任務部隊は大勝利を収めたつもりだったが、奇襲に成功した割に戦果は乏しかったといえる。
第四艦隊司令部はMO機動部隊に「為し得れば速にツラギの掩護機を出すべし」と催促したが、ラバウル空輸で時間を浪費したため南方へ向かうヨークタウンを捕捉することは不可能だった。だが、連合艦隊司令部はミッドウェー作戦の検討で多忙であり、第四艦隊も作戦計画を再検討する必要性を認識しておらず、5月4日にMO攻略部隊をラバウルから出撃させた。MO機動部隊や陸上基地から発進した陸上攻撃機や飛行艇がアメリカ軍機動部隊を索敵したが発見できず、日本軍は米空母が南方に避退したと考え始めた。だが5日には横浜海軍航空隊の九七式飛行艇（浦田大尉機）がヨークタウンの戦闘機隊によって撃墜されている。さらに悪天候のため、妙高と羽黒の零式水上偵察機の回収に失敗し、2機とも使用不能になった。

#### 両軍の索敵
5月5日、フレッチャー少将と空母ヨークタウンは第11任務部隊（空母レキシントンほか）と合流、油槽艦ネオショーから補給を受ける。その最中、アメリカ陸軍機から日本軍機動部隊出現の情報を受け取り、また前述の九七式飛行艇に発見されたため、日没後に北西に転舵した。5月6日午前6時、ショートランド泊地で燃料補給を行った軽空母祥鳳と第六戦隊重巡洋艦4隻が出港した。午前10時、横浜海軍航空隊（横浜空）の九七式飛行艇（山口飛曹長機）が第17任務部隊を発見、約4時間にわたって触接を続け「空母1、戦艦1、重巡1、駆逐艦5」という戦力と位置・進行方向を打電した。ラバウルの山田定義少将は横浜空の飛行艇部隊に魚雷を搭載しての雷撃命令を下令し、ブナカナウの陸攻部隊には翌朝の出撃準備を命じた。ただし、横浜空はツラギに進出して時間がなく、出撃することは出来なかった。午後2時、特設水上機母艦神川丸がデボイネに入泊し、水上機偵察基地の設営を開始した。同基地には聖川丸飛行隊も進出した。翌朝までには基地設営は完了し、神川丸は第18戦隊とともに北方に避退した。午後5時30分、MO主隊司令官五藤存知少将は「味方機動部隊を偵知せざる敵機動部隊は明日『ルイジアード』南方海面より来襲の算大なり」と通知し、重巡洋艦衣笠、古鷹から九四式水上偵察機各艦2機、第十八戦隊神川丸の水上機を索敵に投入した。
その頃、MO機動部隊は山口機のアメリカ軍機動部隊発見電を午前10時47分に受信、攻撃準備を行いつつ南下していた。しかし索敵の不備から第17任務部隊まで70浬（飛行時間20～30分）地点まで接近しつつ午後8時になって北西に反転、先制攻撃のチャンスを失った。原少将は、戦後になって「被発見を避けたのと、基地航空部隊の索敵を信頼した」と回想しているが、米海軍大学校研究では「原は自らの安全を優先し、さらに索敵に艦攻を投入して攻撃兵力が減ることを嫌がったからだ」と指摘している。この時、MO機動部隊の重巡洋艦2隻・駆逐艦4隻は燃料補給が充分ではなく、午後4時30分に空母翔鶴、瑞鶴と分離して北上している。原少将の空母2隻が第17任務部隊と最接近した時、護衛駆逐艦は有明と夕暮の2隻だけであった。MO機動部隊の接近に全く気付いていなかったフレッチャーは、第17任務部隊から油槽艦ネオショーと駆逐艦シムスを分離、次の給油点（南緯16度、東経158度）に派遣した。

### 5月7日の戦闘

#### 米給油艦等の撃沈

珊瑚海海戦、両軍航跡図（アニメーション）

5月7日、第四艦隊司令長官井上成美中将は、水上機部隊に「デボイネ南東165浬にある敵航母に触接を確保せよ」と命じ、MO機動部隊にはアメリカ軍機動部隊の撃滅を下令した。ラバウルの第四海軍航空隊第二十五航空戦隊からは一式陸上攻撃機3機、ツラギから横浜海軍航空隊の九七式飛行艇4機も加わり、珊瑚海の索敵を行った。MO機動部隊では、原少将が航空参謀の西方索敵案を却下し、南方重視の索敵を指示した。午前4時 (06:00)、第五航空戦隊翔鶴と瑞鶴から偵察機12機（九七式艦上攻撃機各艦6機）が発進した。午前5時30分頃 (07:30)、翔鶴偵察機2機（柴田飛曹長機、大竹 一飛曹機）がアメリカ軍空母、油槽艦、重巡洋艦発見を報告する。原少将は、自らの南方重視索敵が的中したことで勝利を確信したという。午前6時15分 (08:08)、瑞鶴から嶋崎重和少佐率いる37機（零式艦上戦闘機9、九九式艦上爆撃機17、九七式艦上攻撃機11）が発進、翔鶴から高橋赫一少佐率いる41機（零戦9、九九艦爆19、九七艦攻13）、両艦合計78機が発進した。ところが翔鶴偵察機の報告はタンカーと空母の艦型を見間違えたことによる誤報であり、午前7時15分 (09:15) 前後にMO機動部隊第一次攻撃隊が到着した時、実際にいたのは空母ではなく駆逐艦シムスと給油艦ネオショーであった。日本軍攻撃隊はネオショーを放置し、幻のアメリカ軍機動部隊を求めて付近の捜索を行った。
午前6時50分 (08:50)、衣笠・古鷹偵察機より翔鶴偵察機の報告位置とは全く違う地点にサラトガ型航空母艦出現の情報が入った。MO機動部隊は、まず南方のアメリカ軍機動部隊を撃破し（ネオショーの誤認に気付いていない）、続いて西方のアメリカ軍機動部隊（第17任務部隊）を撃破するという方針をたてた。午前8時 (10:00)、2機の翔鶴索敵機は自分達が発見した「航空母艦」の正体が「タンカー」であることに気付いた。翔鶴索敵機は午前8時35分 (10:35) になって「わが触接せるは油槽船の誤り」と報告（第一報より3時間10分、艦爆隊到着より1時間33分後）した。MO機動部隊は恐慌に陥り、攻撃隊に帰投命令を出すと、西方のアメリカ軍機動部隊へ変針した。MO機動部隊第一次攻撃隊のうち雷撃隊は攻撃を行わず帰路につき、午前9時30分 (11:30) 九九式艦上爆撃機36機のみで急降下爆撃を行った。この攻撃でシムスが轟沈、ネオショーにはアメリカ軍記録直撃8発・至近弾8発があり、さらに被弾した艦爆1機が体当たりを行った。航行不能となったネオショーは漂流し、5月11日に駆逐艦ヘンレーによって処分された。翔鶴索敵機2機は母艦にたどりつけずインデスペンサブル礁に不時着、搭乗員6名は救助に向かった駆逐艦有明に収容された。

#### 祥鳳の沈没

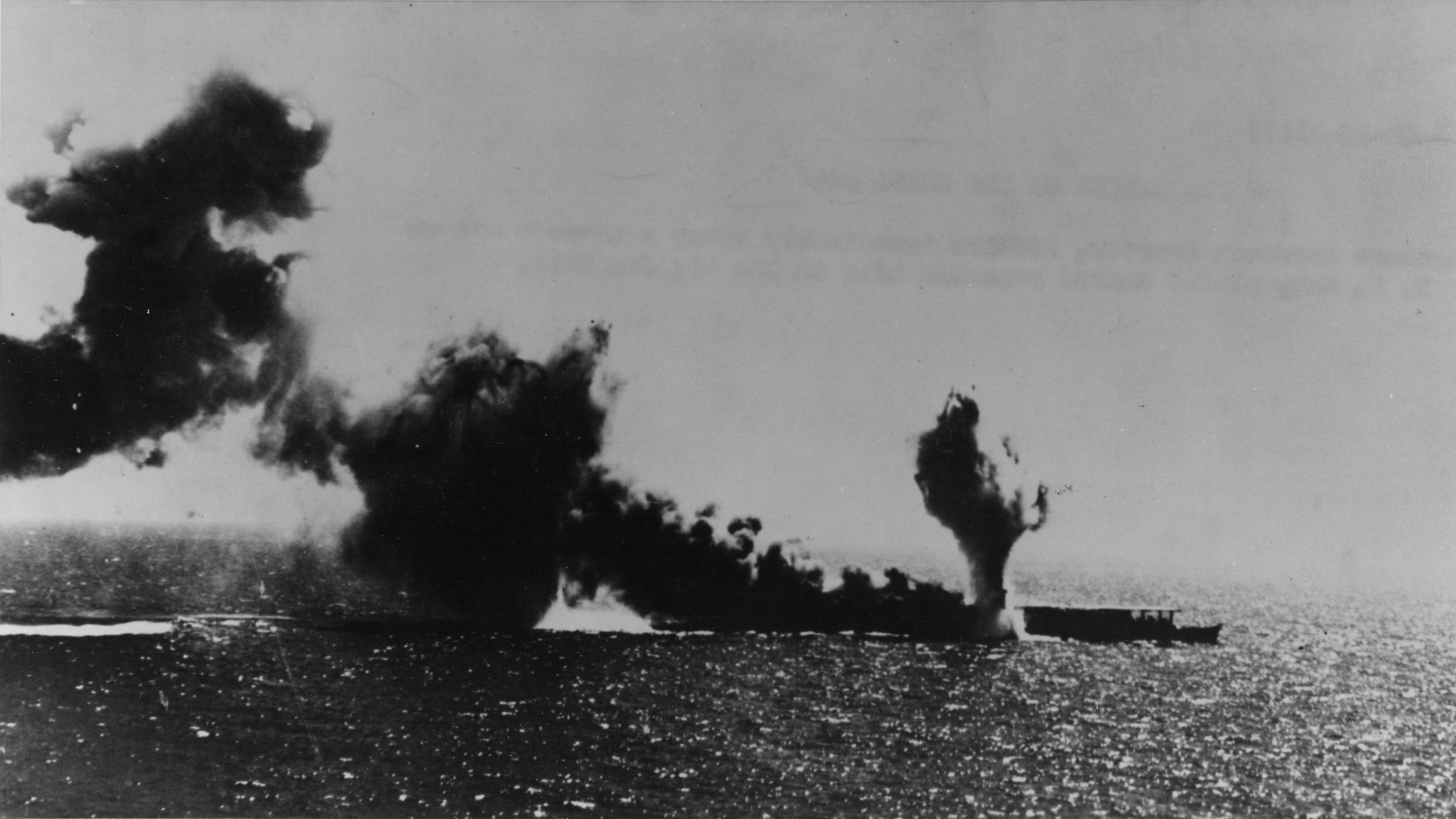
魚雷が命中した空母祥鳳

アメリカ海軍第17任務部隊では、(04:30) にSBDドーントレス索敵隊10機を発進させ、(06:25) に第17任務部隊から巡洋艦3隻・駆逐艦3隻からなるクレース隊を分離してジョマード水道へ派遣した。クレース隊（重巡洋艦オーストラリア、シカゴ、軽巡洋艦ホバート、駆逐艦パーキンス、ウォーゲ、ファラガット）の任務は第17任務部隊が航空戦で敗退した場合、MO攻略部隊を攻撃して輸送船団を撃退することである。午前6時頃 (08:00)、北方へ退避する第十八戦隊と水上機母艦神川丸がB-17爆撃機の攻撃を受け神川丸が小破した。敷設艦津軽に対しても午前5時45分と午前10時30分にB-17少数機による爆撃があったが、損害はなかった。
午前7時35分 (08:15)、ヨークタウンの索敵機が「空母2隻、重巡洋艦4隻、全艦ヨークタウンの北西方向にあり」と報告、続いて周囲の索敵機が日本軍水上偵察機1機・雷撃機1機撃墜を報告した。(09:25)、空母レキシントンから50機（F4Fワイルドキャット戦闘機10、 SBDドーントレス急降下爆撃機28、 TBDデバステーター雷撃機12）、空母ヨークタウンから42機（F4F 8、SBD 24、TBD 10）、合計92機が発進して日本軍機動部隊に向かい、艦隊にはレキシントンにF4F8・SBD10、ヨークタウンにF4F 9・SBD 1・TBD 2が残された。ところが (10:12)、オーストラリアから飛来したB-17爆撃機2機が「空母1隻、輸送船10、その他艦艇16隻（MO攻略部隊）」の存在を発見、爆撃を行ったのち報告した。つづいて九七式大艇（坂本大尉機）が第17任務部隊に接近し、迎撃に出動したF4Fが撃墜する。直後にヨークタウン索敵機が帰還、先の「空母2隻、巡洋艦4隻」は「巡洋艦2隻、駆逐艦4隻」の送信ミスによる誤報と判明した。フレッチャーは目標をMO攻略部隊に変更するよう指示している。この時、MO攻略部隊は陸軍輸送船団の北北東25浬後方を航行していた。五藤少将はMO機動部隊からアメリカ軍機動部隊発見報告（第五航空戦隊機密第857番電）を受信して空襲を受けることになると判断、軽空母祥鳳の戦力（零戦9、九六式艦上戦闘機4、九七艦攻6）では対抗不可能のため、輸送船団司令官梶岡定道少将に北西への避退を指示した。日本軍各隊は、油槽艦ネオショーを米空母と錯覚していたため、現段階でアメリカ軍機動部隊が2群乃至3群あると判断している。
午前8時30分頃、祥鳳は艦戦を三機発進し、午前8時50分頃、敵機15機以上を発見した。午前9時頃 (11:00)、アメリカ軍レキシントンの攻撃隊は「右舷に小さな艦橋がある大型の翔鶴型航空母艦」（祥鳳の誤認）を含めたMO攻略部隊（第六戦隊〈青葉、加古、衣笠、古鷹〉、空母〈祥鳳〉、駆逐艦〈漣〉）を発見した。午前9時7分頃、アメリカ軍は2隊に分かれて祥鳳に来襲して爆撃したが、全て回避した。午前9時10分、さらに十数機が爆撃したが至近弾のみで命中はなかった。この間、対空砲火でSBDドーントレス1機を撃墜。祥鳳直掩の九六式艦上戦闘機3機による撃墜とする意見もある。祥鳳はレキシントン隊SBD 28機の急降下爆撃を全て回避した（アメリカ軍1発命中主張）。午前9時17分頃、零式艦上戦闘機3機を発進させた直後、二十数機以上によるレキシントン雷撃機隊・ヨークタウン攻撃隊の雷爆同時攻撃を受ける。午前9時20分頃、排水量1万3000tの小型空母に爆弾13発・魚雷7本（アメリカ軍記録10本）が命中した。祥鳳は午前9時31-32分 (11:35) に沈没した。SBD艦爆隊ロバート・E・ディクソン少佐の無線報告「"Scratch one flat top"」は有名なフレーズである。MO攻略部隊は一旦沈没現場を離れたあと漣がもどって祥鳳生存者を救助したが、この際に輸送船団を護衛していた軽巡洋艦夕張と遭遇している。
直掩戦闘機は3機がデボイネ基地に着陸したが、残る3機は行方不明となった。アメリカ軍はSBD 3機、F4F 2機を喪失し、祥鳳撃沈の他に存在しない重巡洋艦1隻の撃沈も報告している。
まず日本軍空母1隻を葬ったフレッチャーだったが、撃墜した日本軍飛行艇やレーダーに映った水上偵察機により第17任務部隊の位置が日本軍に報告されたと判断、他の日本軍機動部隊から空襲を受ける可能性を考慮して残存MO攻略隊の重巡洋艦や輸送船団にアメリカ軍の第二次攻撃隊を送らなかった。祥鳳沈没の速報により、第四艦隊司令部には衝撃が走り、井上中将は、日露戦争初期に1日で戦艦2隻（旅順攻囲戦中の戦艦初瀬、八島）を失った東郷平八郎大将の心境を思い浮かべて平静を装ったが、動揺を隠せなかった。後に「カルフォルニア型戦艦1隻、重巡洋艦1隻撃沈、ウォースパイト型戦艦大破」の報告が入ると、井上中将は「しめた！」と叫んだ程であった。

#### 日本軍陸上機による空襲
第17任務部隊の本当の位置を報告したのは、翔鶴偵察機ではなく衣笠水上偵察機だった。ラバウルの山田定義少将は、第四海軍航空隊、元山航空隊に出撃命令を出し、ただちに一式陸上攻撃機12機（小林大尉隊、魚雷搭載）が発進した。続いて九六式陸上攻撃機20機（石原大尉隊、250kg爆弾搭載）発進準備中に一式陸攻索敵機（古関機）から「戦艦2、大巡2、駆逐艦2。ジョマード水道に向かう」との報告が入る。実際には、重巡洋艦オーストラリア、米重巡シカゴ、豪軽巡ホバート、駆逐艦2隻であった。ニューギニア沖海戦で空母「レキシントン」に護衛機なしの陸攻17機を向かわせ13機を撃墜された日本軍は陸攻に護衛戦闘機をつける必要性を認識し、ラエ基地の台南海軍航空隊から零式艦上戦闘機11機（中島少佐隊）を燃料切れによる不時着救助前提で発進させた。午前7時45分にラエを発進した零戦11機は、午前10時55分に誘導機と接触、米艦隊へと向かった。
午前9時 (11:00) にブナカナウを発進した元山航空隊九六陸攻20機は、午前11時28分にMO攻略部隊の上空を通過すると米軍機動部隊を索敵した。午前11時45分、神川丸の水上偵察機が「戦艦2隻、巡洋艦2隻、駆逐艦5隻」の艦隊発見を報告、午前12時25分、九六陸攻1機がエンジン不調で反転した頃、第四海軍航空隊の索敵機が「航空母艦を発見せず。敵兵力は戦艦2、大巡1、駆逐艦3」を打電した。クレース隊の旗艦/豪州重巡洋艦オーストラリアを英戦艦ウォースパイト、米重巡シカゴをカリフォルニア級戦艦と誤認したのである。最初にクレース隊の上空に到達した部隊は台南空の零戦11機で、「戦艦1、巡洋艦2、駆逐艦3」と報告した。零戦に対するクレース隊の砲撃により第二十五航空戦隊の一式陸攻隊は雲下の敵艦隊に気付き、2隊にわかれると挟撃雷撃を行う。対空砲火で小林大尉/指揮官機を含む4機が撃墜され、クレース隊は被弾機の体当たりによりオーストラリアで火災が発生したものの、投下された魚雷を全て回避した。日本側は「一番機が戦艦カリフォルニア型戦艦に体当たりし、敵戦艦は轟沈した」と宣伝した。
クレース隊が一式陸攻雷撃隊に対空砲火を集中したため、午後12時30分頃 (14:30) 元山空の九六陸攻19機は余裕をもって水平爆撃を行った。マレー沖海戦ではイギリス海軍の戦艦プリンス・オブ・ウェールズと巡洋戦艦レパルスに爆弾を命中させた陸攻中隊だったため、大戦果という幻想があったが、本海戦の水平爆撃では1発の命中弾もなかった。彼らは「戦艦2隻、巡洋艦2隻、駆逐艦2隻発見。重巡洋艦オーガスタ爆撃、爆弾2発命中」と報告したが、搭乗員も戦果に確証をもてなかったという。この後、オーストラリア方面から飛来したB-17爆撃機がクレース隊を誤爆、クレース少将は渋い顔で、「アメリカ軍爆撃隊の技術が、数分前に行われた日本軍雷撃隊のそれに比べて著しく劣っていたおかげで助かった」と、この誤爆について皮肉っぽくコメントした。午後12時49分 (14:49)、デボイネ基地の水上機部隊指揮官は、米艦隊がクレース隊と空母機動部隊の二手に分かれていることを掴み、神川丸に報告した。
日本軍攻撃隊は零戦11機がガスマタに不時着、四空の一式陸攻隊は隊長機を含む4機を喪失、次席指揮官小関中尉機はラエ基地に不時着、別の1機がデボイネ基地に不時着、ブナカナウ基地に到着したのは出撃時の半数6機であった。戦果は「艦型不詳戦艦1隻撃沈、重巡洋艦1隻大破」と過大に報告された。帰投後の戦果分析で四空と元山空の戦果はさらに水増しされ「カルフォルニア型戦艦1隻轟沈、英重巡キャンベラ型1隻傾斜火災沈没の算大なり、ウォースパイト型戦艦1隻大破停止沈没の算大」となった。四空はクレース隊を8隻と認識しており、元山空は攻撃終了時に6隻残存と明確に報告したため、消えた戦艦2隻が沈没判定とされたという説もある。

#### 日本空母の薄暮攻撃
午前11時 (13:00) からMO機動部隊は第一次攻撃隊の収容を開始する。ネオショーを爆撃した艦爆隊の収容は遅れ、収容完了は午後1時15分 (15:15) だったという。午後12時 (14:00)、原は各隊にアメリカ軍機動部隊の正確な位置情報を求めた。すると各隊から次々に敵情報が入った。情報を検討したMO機動部隊は、敵艦隊まで距離380浬と推定。午後1時 (15:00) 距離の関係から7日中の攻撃を行わないと日本軍各隊に発信し、井上中将を含め日本軍各部隊を失望させている。
日本軍MO機動部隊は第一次攻撃隊を収容すると同時に索敵機4機を放ったが、アメリカ軍機動部隊の情報はなかった。すると青葉索敵機よりアメリカ軍機動部隊が北西方向への航行をやめて反転し、MO機動部隊との距離が縮まったという情報が入った。午後3時20分の神川丸水偵結果、午後4時35分の九七式飛行艇偵察結果、いずれもクレース隊の位置報告であったが、原少将は第17任務部隊の空母2隻の位置情報と信じている。午後4時30分 (18:30) の時点で米軍機動部隊はMO機動部隊の攻撃圏内に入るが、薄暮攻撃になり帰艦は夜となるため三重野武航空参謀と大谷藤之助通信参謀は慎重論を唱え、山岡三子夫先任参謀は攻撃を主張、原少将は先任参謀の強硬論を採用した。下田久夫飛行長が瑞鶴搭乗員に作戦を説明したところ多くの者は出撃に賛同したが、艦攻搭乗員の中には護衛戦闘機のない攻撃に懸念を表す者もいた。攻撃にあたっては、夜間着艦可能な熟練者のみを選抜している。午後2時15分 (16:15)、瑞鶴から艦攻9機・艦爆6機、翔鶴から艦攻6機・艦爆6機、計27機の攻撃隊が発進した。
アメリカ軍第17任務部隊の周辺海域は雲が多く、しばしば豪雨がありツラギ基地を発進した九七式飛行艇（魚雷装備）も悪天候のため引き返している。その天候でも、レーダーは接近する航空機群を探知、空母レキシントンからポール・H・ラムゼー少佐以下F4Fワイルドキャット9機（哨戒機含む）、ヨークタウンからジェームズ・H・フラットレー大尉以下F4F 11機が発進、25浬まで接近したMO機動部隊薄暮攻撃隊の迎撃に向かった。午後4時10分 (18:10) から約10分間の戦闘で800kg航空魚雷を搭載した九七式艦上攻撃機16機はレキシントンのF4F 2機撃墜と引き換えに艦攻8機（瑞鶴5、翔鶴3）を喪失、動揺した瑞鶴艦攻隊の佐藤大尉は暗号を組まず「攻撃隊、敵戦闘機のため全滅す。われ索敵中」の第一報を発信した。艦攻隊は四散してMO機動部隊に帰投したが、瑞鶴艦攻1機（横枕機）は第17任務部隊の空母2隻を視認、だが既に魚雷を捨てていたため、見送るしかなかったという。翔鶴艦攻隊の損害には「操縦員戦死、偵察員操縦中」の電文を発信し、翔鶴付近で不時着行方不明になった荻原大尉機も含まれている。
艦爆隊は約10分間の空戦において損害を受けず、逆にヨークタウンのF4F 1機（ベイカー中尉機）が未帰還となり、日没により帰還不能となることを恐れたアメリカ軍戦闘機隊は日本軍艦爆隊を放置して避退した。日没6分後、高橋少佐/艦爆隊長は爆弾を投棄して帰投を命じ、約40分後に空母2隻を発見して「着艦ヨロシキヤ」と信号を送った。「着艦ヨロシイ」の返答があって九九艦爆がヨークタウンとレキシントンへの着艦体勢に入ったところ、日本軍・アメリカ軍双方が相手の正体に気付いた。上空には日本軍艦爆隊の他にアメリカ軍戦闘機隊も着艦のため空中待機しており、日本軍艦爆隊は母艦へ戻るF4Fを味方機と誤認してついてきたという見解もある。ヨークタウンのデイヴィス砲術長は、「総員、斬り込み隊に備え」という命令を出したが、既に爆弾を捨てていた日本軍艦爆隊は退避しアメリカ軍戦闘機の追撃を振り切って帰投した。高橋少佐は着艦すると翔鶴幹部にアメリカ軍の機動部隊「サラトガ型空母、ヨークタウン型空母、戦艦1隻」が100浬（185km、九七艦攻で30分）で行動していることを訴えている。また、すでに日が暮れており、夜間着艦により12機を損失し、無事帰還したのは6機のみとなった。
日本軍MO機動部隊の薄暮攻撃は、艦爆12機中1機（瑞鶴1）、艦攻15機中8機（瑞鶴5、翔鶴3）を喪失、他にも被弾機を出して失敗した。MO機動部隊の使用可能航空戦力は、空母瑞鶴（零戦19、艦爆14、艦攻12）、翔鶴（零戦18、艦爆19、艦攻14）の合計96機、第17任務部隊は空母ヨークタウン（艦戦14、艦爆32、艦攻9）、レキシントン（艦戦17、艦爆34、艦攻12）の合計118機となり、航空戦力比で逆転していた。水上偵察機部隊も連日の索敵で消耗し、零式水上偵察機6、零式観測機3、九五式水上偵察機3となっている。MO攻略部隊指揮官五藤存知少将は攻略部隊の北方退避と祥鳳の生存者の救出を行うことを井上中将に通知した。
2つの大失態を犯した原少将は「海軍をやめる」と自責の念にかられている。その一方、井上中将の第四艦隊が「その位置に誤りなきや」と問い合わせてきた際には「敵機動部隊は『サラトガ』型1及び『ヨークタウン』型1、其の他艦船数隻にして、他隊発見のものと別個のものとは認め難き」と返電し、第四艦隊司令部の情報を信用せず独力で索敵を行うことを告げた。
午後8時40分、井上中将は第四艦隊機密第378番電で以下の内容を伝達した。
1. 今夜の夜戦決行を取止む。
2. 各隊は予定の計画に基き「ポートモレスビー」攻略作戦を続行すべし。但し「ポートモレスビー」攻略日をX+2に改め、第六戦隊第二小隊（加古・古鷹）をMO機動部隊に加ふ。
3. MO機動部隊は機宜行動、明八日黎明捕捉撃滅すべし。

アメリカ軍第17任務部隊では、空母レキシントンのレーダーが帰投する日本軍艦爆隊を追尾、30浬の地点で一つずつ消えていくのを確認した（実際の距離は95浬）。シャーマン艦長は駆逐艦による夜間襲撃を意見具申したがフレッチャーに却下され、第17任務部隊は南東へ向かい、続いて西に向かった。MO機動部隊も北上し、両軍機動部隊は遠ざかっていった。日本軍は艦隊を再編成し、五藤少将の第六戦隊から第2小隊（古鷹、衣笠）をMO機動部隊に編入、第六戦隊と第十八戦隊が合同することになった。

### 5月8日の戦闘

#### 翔鶴の炎上
5月8日、第17任務部隊の上空にあった寒冷前線は北上してMO機動部隊の方向に移動し、第17任務部隊の周辺は晴れ渡った。第17任務部隊は「レキシントン」のSBDドーントレス18機を、MO機動部隊は九七式艦上攻撃機7機（瑞鶴3、翔鶴4）を索敵に投入した。第五戦隊・第六戦隊が現在艦載中の水上偵察機は、悪天候のため使用できないとの連絡が原少将の元に寄せられた。デボイネ基地に派遣していた第六戦隊所属機、神川丸、聖川丸の水上偵察機は索敵を実施したが、神川丸の所属機1機がアメリカ軍戦闘機に撃墜された。横浜海軍航空隊からは九七式飛行艇3機が午前4時30分にツラギを発進、第17任務部隊近くでF4Fワイルドキャット戦闘機により1番機が撃墜され、2番機はP-40カーチス戦闘機に攻撃されて退避、3番機は特に発見もなく帰投した。日本軍MO機動部隊からは午前4時20分 (07:20) に九七艦攻7機（瑞鶴3、翔鶴4）が発進。午前6時22分 (08:25)、翔鶴索敵機（機長菅野兼蔵飛曹長）は米軍機動部隊を発見、正確な位置情報を発信した。
翔鶴索敵機が第17任務部隊を発見したのと同時刻、レキシントンの索敵機（ジョセフ・G・スミス中尉機）がMO機動部隊を発見、第17任務部隊（アメリカ軍機動部隊位置、南緯14度23分、東経154度32分）に日本軍機動部隊の位置を報告する。フレッチャー少将は情報の確実性を求めるため詳細な第2報を待って攻撃隊発進を命じた。(08:48)、空母ヨークタウン（F4Fワイルドキャット戦闘機6、SBDドーントレス急降下爆撃機24、TBDデバステーター雷撃機9）、空母レキシントン（F4F 9、SBD 22、TBD 12）、合計73機の攻撃隊が発進した。同時にフレッチャーはマッカーサー将軍にも日米双方の位置情報を打電したが、陸軍航空隊の支援は期待できなかった。陸上基地航空隊の支援が期待できなかったのは日本軍も同様であり、第二十五航空戦隊司令官山田定義少将は第四艦隊司令長官井上中将の出撃要請を「天候不良にて攻撃中止」の理由で拒否した。山田少将は第十一航空艦隊（塚原二四三中将）に所属し、指揮系統の違う第四艦隊と井上中将は山田少将に出撃を命令できなかった。
午前7時30分 (09:30)、空母瑞鶴から嶋崎重和少佐率いる31機（九七艦攻8、九九艦爆14、零戦9）、空母翔鶴から高橋赫一少佐（攻撃隊隊長）率いる38機（九七艦攻10、九九艦爆19、零戦9）、両空母合計69機（零戦18、艦爆33、艦攻18）の攻撃隊が進軍を開始した。続いて直衛隊（瑞鶴3、翔鶴7）が発進、両空母合計19機の零戦が米軍攻撃隊を待ち受けた。レーダーのないMO機動部隊は、前日の第17任務部隊のように敵機の早期発見・迎撃機の的確な誘導は望めなかった。

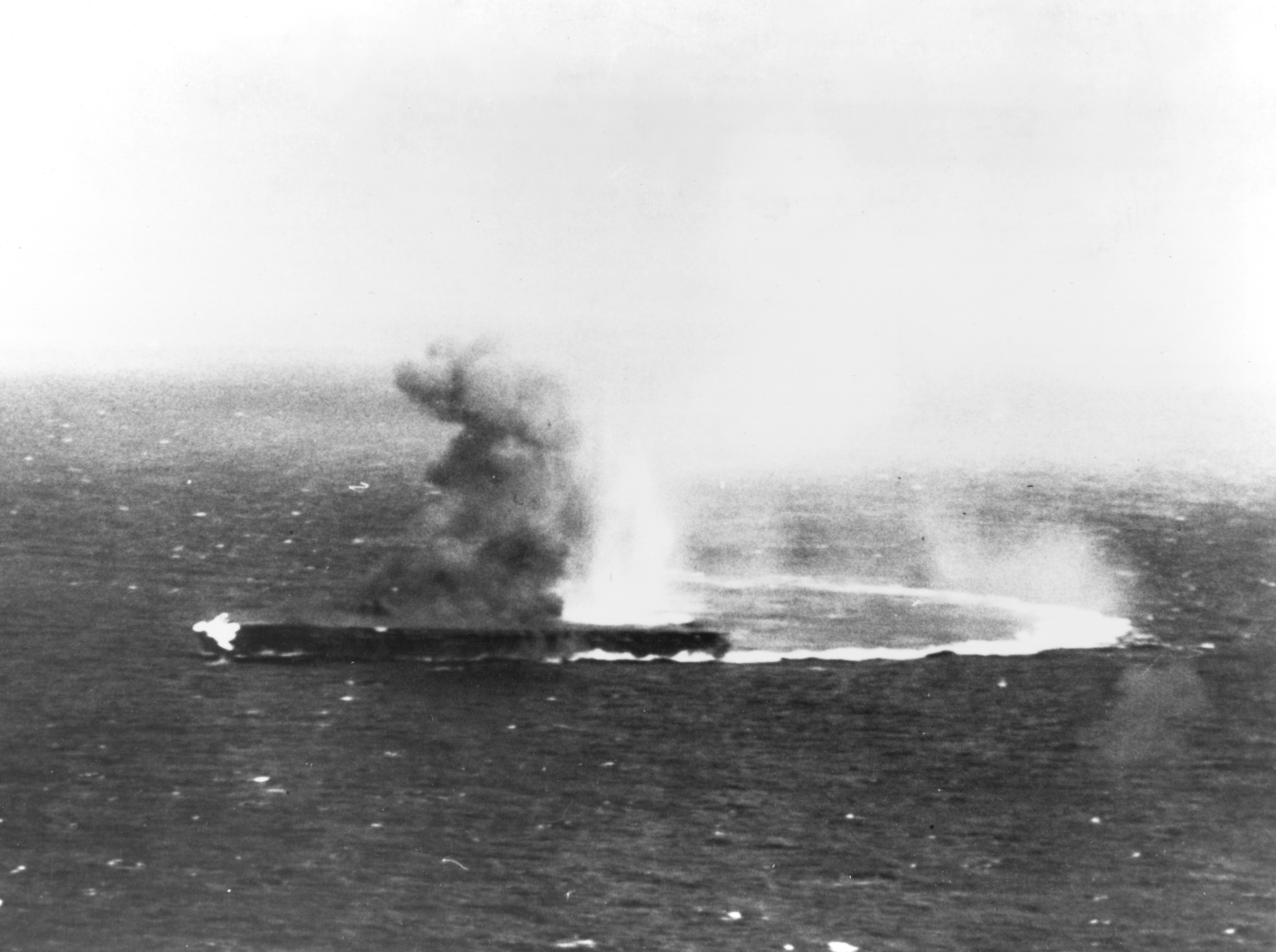
爆撃を受ける空母翔鶴

アメリカ軍攻撃隊は悪天候により戦闘機3、急降下爆撃機18（ウォルドン・L・ハミルトン少佐・レキシントン隊）、雷撃機1が脱落して帰投した。第17任務部隊攻撃隊は途中で日本軍MO機動部隊攻撃隊と遭遇、お互いを無視し、それぞれの母艦を叩くため進撃した。8時30分 (10:30) 頃、ヨークタウン攻撃隊は空母瑞鶴と翔鶴を発見、第5爆撃機中隊17機（ウォーレス・C・ショート大尉）と第5哨戒機中隊7機（バーチ少佐）は魚雷を抱いて速度の出ない第5雷撃隊（ジョー・テイラー少佐）と戦闘序列を組むため、上空を旋回した。この間に瑞鶴はスコールの下に入り、翔鶴は瑞鶴からの旗艦信号がないため独自行動を余儀なくされ、両空母の間は8～9kmも離れた。MO機動部隊の陣形は混乱しており、第五戦隊（妙高、羽黒）は空母の前方8km、空母2隻にそれぞれ駆逐艦が護衛につき、合流したばかりの第六戦隊（衣笠、古鷹）は「航空戦隊の後方5キロに続行せよ」の命令に従って離れていた。ヨークタウン攻撃隊はスコールに隠れた瑞鶴ではなく、後方の翔鶴に狙いを定めた。午前9時 (11:00) バーチ隊7機は日本軍直掩戦闘機隊の妨害をふりきって翔鶴に急降下爆撃を行うも命中弾はなかった。離脱するバーチ隊は、戦闘中に翔鶴を発艦した安部特務少尉と川西 一飛曹の零戦に攻撃されて全機が被弾・1機が不時着、一方で防御火砲により安部機に損傷を与えて不時着に追い込んだ。バーチ隊は零戦4機撃墜を主張した。続いてショート隊17機は翔鶴戦闘機隊5機、岩本徹三一飛曹率いる瑞鶴戦闘機隊3機に襲われたが、チャールス・R・フェントン少佐のF4F 6機が突入して混戦となった。乱戦を抜け出したショート隊はバーチ隊に続いて急降下爆撃を行い、SBD 2機喪失と引き換えに翔鶴に450kg爆弾2発命中という戦果をあげた。それに加えて、ショート隊は零戦5機撃墜を報告した。翔鶴はエレベーターの陥没や飛行甲板の破壊により、艦載機の運用が不可能となった。特に艦首前甲板左舷に命中した1発は航空用ガソリン庫に引火し、黒煙が全艦を包み込んだ。2分後、テイラー少佐の雷撃隊9機が接近、すると2機の零戦が妨害を行い、テイラー隊は距離2,000 mで魚雷9本を投下して退避した。アメリカ軍側は、この零戦2機はF4Fによって撃墜されたと主張している。激しく炎上する翔鶴だったが機関は無事であり、魚雷を全て回避、だがテイラー隊は「翔鶴に魚雷3本が命中、大火災を起こして沈没確実」と報告した。ヨークタウン攻撃隊は翔鶴を撃沈したと信じ、零戦合計12機撃墜を記録、SBD 3機喪失・大破9・小破6、TBD 大破1・小破2の被害を出した。
ヨークタウン攻撃隊に遅れること45分、悪天候のため前述のハミルトン少佐隊が引き返し、半数以下に減少した「レキシントン」攻撃隊21機（F4F 4、SBD 4、TBD 11）が嵐の中で翔鶴を発見した。既に米空母サラトガ（本当はレキシントン）を撃沈したと信じていた原少将と参謀達は、翔鶴の無事を願うしかなかった。ウィリアム・B・オールト中佐以下SBD 4機の急降下爆撃は完全に奇襲となり、翔鶴艦橋後方の信号マスト付近に1発が命中して格納庫で火災が発生した。オールト隊は零戦の追撃を受け、護衛のF4F 2機は撃墜され、SBD 2機のみ帰還、オールト中佐機は零戦を振り切ったものの被弾しており、帰路途中で不時着・戦死した。続いてジェームズ・H・ブレッドJr少佐の雷撃隊とノエル・ゲイラー大尉の戦闘機隊4機が翔鶴に接近、すると零戦隊の迎撃によりゲイラー機を除くF4F 3機が撃墜されたが、雷撃隊に被害はなかった。日本側は宮沢武男一飛曹の零戦がTBDに体当たりしたと記録しているが、TBDは不時着1機をのぞいて10機が生還しており、実際にはF4Fと衝突した可能性が高い。ブレッド隊は翔鶴に魚雷5本命中撃沈確実・日本軍無線傍受により沈没したと報告し、これで翔鶴は2回沈んだことになる。
3発の450kg爆弾が命中した翔鶴は、戦死者76、行方不明33、戦傷者114を出し、発着艦不能となった。瑞鶴零戦隊は10機が発進して被弾4・被撃墜なし、アメリカ軍機24機撃墜を主張している。翔鶴零戦隊の被害は大きく、9機が発進して2機を喪失、3機が被弾と燃料切れで不時着、アメリカ軍機21機撃墜を主張している。第17任務部隊攻撃を終えて帰還した翔鶴の搭載機は、無傷の瑞鶴に着艦した。しかし、瑞鶴では早く甲板を空けるために修理可能な損傷機をも海中投棄せざるを得なかった。戦闘力を失った翔鶴は、重巡洋艦の加古・古鷹、駆逐艦の潮・夕暮に護衛されて北上し、戦場を離脱した。午後12時20分、潮は燃料補給のため補給点に向かい、午後4時には第六戦隊が護衛を打ち切ってMO機動部隊に合流した。
井上中将と第四艦隊は日米機動部隊決戦の蚊帳の外に置かれており、「サラトガ撃沈」「サラトガ撃沈は取消し、待て」「サラトガ、エンタープライズ…待て待て」「味方、敵主力を攻撃しつつあり」といった電文を傍受して一喜一憂するしかなかった。特にサラトガ撃沈の誤報を全海軍に打電したことは、井上中将と第四艦隊の面目を失わせた。

#### レキシントンの炎上
第17任務部隊を発見した翔鶴索敵機（菅野機）は帰投中に日本軍攻撃隊69機と合流し、反転して攻撃隊を第17任務部隊へ誘導した。菅野機は増槽を装備しておらず、燃料切れを覚悟の行動であった。午前9時15分 (11:05)、日本軍攻撃隊69機は母艦を発進して約2時間後に第17任務部隊を視認した。第17任務部隊は日本軍MO機動部隊とは対照的に、それぞれの空母を中心に2つの輪形陣を形成している。「レキシントン」のレーダーは20分前から日本軍攻撃隊を捉えていたが、戦闘機隊との連携ミスで有効に生かせなかった。この時、第17任務機動部隊上空にF4Fワイルドキャット8機があり、空母2隻の飛行甲板で合計9機が待機、艦隊に残されたSBDドーントレス23機のうち16機（ロジャー・ウッドハル大尉）が空中待機している。SBDは雷撃隊阻止のために海面付近に配備されていたが、日本軍雷撃隊の速度をTBDデバステーターと同じ程度と想定しており、TBDより高速の九七艦攻が頭上を通過するのを見送るしかなかった。雷撃隊の阻止に失敗したウッドハル隊は零戦隊と交戦、零戦4機撃墜を主張し、SBD 4機が撃墜された。
最初に瑞鶴の雷撃隊8機が空母ヨークタウンを、翔鶴の雷撃隊10機が空母レキシントンを狙った。瑞鶴雷撃隊はF4F 2機に攻撃され、第二中隊から井手原機が撃墜され、第二中隊はヨークタウンを攻撃できなかった。ヨークタウンは嶋崎少佐以下4機の九七艦攻を迎撃、対空砲火で樋渡機を撃墜し、投下された魚雷4本も全て回避した。樋渡機は「敵軽巡に突入」と記録されたが、実際は海面に激突している。瑞鶴雷撃隊のうち、井出原機を失った第二中隊3機は米艦隊の位置関係が変化してレキシントンに目標を変更、翔鶴雷撃隊10機と合流、13機でレキシントンを雷撃することになった。レキシントンは瑞鶴第二中隊から山田機を5インチ主砲で撃墜、翔鶴雷撃隊から3機を撃墜した。このうち被弾炎上した矢野機はレキシントンの一番砲塔の下部に体当たりしている。一方、投下された魚雷は左舷に2本が命中（日本軍は魚雷9本命中と誤認）、速力25ノットに低下、左に7度傾斜し、第2・4・6ボイラー室が浸水使用不能となった。
続いて午前9時15分、翔鶴艦爆隊19機がレキシントンを、瑞鶴艦爆隊14機がヨークタウンを攻撃した。アメリカ軍第2戦闘機中隊4機（フレッド・ボリスJr大尉）と第42戦闘機中隊2機（アーサー・J・ブラスフィールド中尉）は翔鶴零戦隊に阻まれて翔鶴艦爆隊の阻止に失敗、ブラスフィールドは零戦1機・艦爆1機撃墜を主張した。ヨークタウン所属F4F（フラットレイ機）は九九艦爆と九七艦攻2機以上を撃墜し、続いてSBD隊を掩護して零戦1機の撃墜を主張した。クロメリン機は零戦3機撃墜を主張し、自らも被弾して不時着水した。瑞鶴零戦隊は9機中1機が帰投中デボイネに不時着、ドーントレス14機を含む29機撃墜を主張した。翔鶴零戦隊は9機全機が母艦に帰投し、ドーントレス6機を含む31機撃墜を記録した。
上空で激しい空中戦が繰り広げられる中、レキシントンは午前9時18分 (11:18) から (11:30) まで12分間の戦闘で魚雷2本、250キロ爆弾2発命中、至近弾5発を受けた。この時爆弾命中による5インチ砲弾誘爆を目撃した日本軍機は、午前9時25分 (11:25) に「サラトガ撃沈」と発信した。だが、レキシントンは未だ健在であり、浸水を食い止め火災も鎮圧した。一方、被雷によって漏れだしたガソリンが気化して引火、大爆発を起こして消火不能となった。レキシントンは駆逐艦フェルプスの雷撃により自沈した（詳細は後述）。
ヨークタウンは九七艦攻3機、九九艦爆14機に襲撃されて艦攻1機・艦爆2機を撃墜し「艦攻9機に襲撃され8機を撃墜、艦爆5機を撃墜した」と記録した。日本軍の命中主張9発に対し、実際の命中弾は250kg爆弾1発だけであったが、艦首至近距離の海面に自爆1機、至近弾3発が船体の接合部を緩めてしまい、燃料が漏れ出した。命中した250kg爆弾は飛行甲板を貫通後、1.5インチ鋼鉄装甲の第4甲板で爆発、火災による黒煙とガスで機関科ボイラー員は持ち場から脱出した。3つの罐室が損傷するも、決死隊の応急措置によりヨークタウンは24ノット発揮可能となった。応急処置で燃料漏れはおさえたものの、給油艦ネオショーを失っていたヨークタウンは、5月10日にトンガタプ島に投錨した時点で保有燃料を使い果たしていた。ヨークタウンはこの地で英国商船から燃料を補給してもらい、乾ドックで本格的修理をするために真珠湾へ向かった。
燃料切れを覚悟で味方攻撃隊を誘導した、菅野兼蔵飛曹長の翔鶴索敵機（九七艦攻）は未帰還となった。アメリカ軍によれば、ヨークタウン隊のF4Fワイルドキャット2機（ウィリアム・S・ウォーレン中尉、ジョン・P・アダムス少尉）は単独でMO機動部隊へ向かう九七艦攻を発見して撃墜したが、この機が菅野機である可能性が高い。同じように翔鶴の佐藤機・石川機もF4Fに襲われ、石川機は「瑞鶴」着艦後に投棄処分、佐藤機は不時着して搭乗員3名は海上に脱出したものの駆逐艦白露の捜索でも発見できず、行方不明となった。高橋赫一少佐機は単独で帰投中、SBDドーントレス1機とウィリアム・N・レオナルド中尉のF4Fに襲われた。アメリカ軍戦闘機が接近しても回避行動をとらず後部機銃で反撃しなかったことから、高橋少佐と野津特務少尉/後部銃座手の両者は既に重傷を負っていた可能性がある。
第17任務部隊は直衛戦闘で零戦22、爆撃機11、雷撃機31撃墜、合計66機撃墜と主張。実際には、日本軍攻撃隊は69機が出撃し、不時着機や処分機をふくめ約半数を喪失した。瑞鶴は艦爆2機、艦攻5機を戦闘で失った。翔鶴は高橋少佐を含む艦爆7機、艦攻5機を戦闘で失った。瑞鶴は零戦8、艦爆12（2機使用不能）、艦攻4を収容後、翔鶴隊の零戦9、艦爆7、艦攻6を収容した。さらに着艦後に12機を海中投棄した。また飛行甲板前部を大きく損傷した翔鶴に着艦した零戦1、艦爆1は、発艦不可能のため戦力とはならない。他に、零戦6、艦爆7、艦攻1が不時着して救助されている。即時使用可能兵力は8日午後6時の報告で、零戦24、艦爆9、艦攻6、修理後使用可能零戦1、艦爆8、艦攻8、9日午後には零戦24、艦爆13、艦攻8である。戦闘詳報では以下の戦果を報じた。
（イ）サラトガ型空母撃沈、ヨークタウン撃沈確実。
（ロ）戦艦1雷撃に依り重油流出すると共に大火災を生ず。
（ハ）巡洋艦1の後部に艦攻1機魚雷を抱きたるまま衝突発火、火災、左に傾斜。
（ニ）敵機撃墜機数:味方部隊に依り敵機第一次30機（雷爆）、第二次35機（雷爆）、第三次10機中グラマン戦闘機13（内2不確実）、カーチス爆撃機及ダグラス雷撃機15（内1不確実）。
（ニ）敵上空にて空戦に依るもの:グラマン戦闘機32（内2不確実）、カーチス爆撃機17（内3不確実）。
日本軍攻撃隊は、サラトガ（レキシントン）に爆弾10発・魚雷9本命中、ヨークタウンに爆弾8発・魚雷3本以上命中撃沈確実とアメリカ軍と同じように戦果を誤認、他にも米戦艦1隻と巡洋艦に魚雷命中と報告しているが、対応する艦は存在しない。実際のアメリカ軍の損害は、MO機動部隊上空（不時着機のぞく）で「F4Fワイルドキャット戦闘機8、SBDドーントレス爆撃機3、TBDデバステーター雷撃機1」撃墜、第17任務部隊上空で「ワイルドキャット6、SBDドーントレス15」合計33機である。

### 両軍の撤退
翔鶴は爆弾命中により着艦不能となっていたため、翔鶴攻撃隊と瑞鶴攻撃隊の双方が瑞鶴1隻に群がって着艦した。飛行甲板を常に着艦可能状態とするため、整備長は損傷の大きな機体の海中投棄を命令した。佐藤善一大尉が「私の機が最後です」と報告するとMO機動部隊司令部は「しまった、捨てすぎたか」と狼狽した。原少将は攻撃隊の被害を見て「これじゃ、とてもできんな」と呟いており、参謀達も攻撃機の激減（使用可能艦攻6を索敵に投入すると、艦爆9機のみが攻撃可能兵力となる）により追撃の意思を揺るがせており、目前で炎上する翔鶴と攻撃隊の惨状に、司令部は次の作戦を考慮する余裕を失っていた。下田中佐/飛行長は搭乗員達の疲労の深さに、第二次攻撃は中止すべきと判断していた。加えてMO機動部隊は搭乗員の救出に駆逐艦白露を分派、避退する翔鶴の護衛に重巡洋艦衣笠、古鷹、駆逐艦潮、夕暮を分派、瑞鶴に随伴する護衛艦は重巡洋艦妙高、羽黒と駆逐艦有明、時雨のみであり、その護衛艦も残燃料5-6割になっていた。原少将は高木武雄中将に「戦線整理」を意見具申、これを受けて高木中将は「攻撃隊は一一〇〇頃より逐次帰着、兵力整理中なるも、本日第二次攻撃の見込なし」と連合艦隊司令部に報告したあと、「第五航空戦飛行機収容、兵力整頓並に緊急補給の上改めて攻撃を再興せんとす」として北上を決定した。ツラギ基地からは横浜海軍航空隊の九七式飛行艇3機が魚雷を抱えて出撃したが、会敵しなかった。MO攻略部隊輸送船団は午後3時から午後4時にかけてB-17少数機の爆撃を受け、機銃の事故で津軽に負傷者5名が出た。
宇垣纏連合艦隊参謀長の陣中日誌『戦藻録』には、原少将が宇垣参謀長に直接語った心境として「七日の日は天運に恵まれず、海軍を罷めんと考えたり。翌八日漸く敵に損害を与え得たるも、我も亦傷つき、北上せよと云はるれば喜んで北上し、攻撃に行けと云はるれば行くと云ふ状況にて、戦果の拡大の事も頭にはありたるも、之を断行するの自信無かりし」と記述されている。『米海軍大学校研究』では、原少将について「意思が弱く、苦境になると盲目的になる。（中略）全力を尽くさない軍人としての意思の欠如は、日本軍の勝利に貢献しないだろう」と酷評している。
井上中将の第四艦隊司令部は米空母2隻撃沈確実との報告を受け、MO機動部隊に対し「総追撃」を下令すべく電文の作成にかかった。すると入れ違いでMO機動部隊より「われ北上す」の電報が届き、井上中将はMO機動部隊の判断を受け入れて正式に撤退を命じた。MO作戦は7月3日まで延期となった。山本五十六の連合艦隊司令部は井上中将が独断で撤退命令を出したと判断し、追撃を厳しく命令した。午後9時、第四艦隊司令部から「此の際極力残敵の殲滅に努むべし」と追撃命令が出たため空母瑞鶴は再び南下したが、アメリカ軍と会敵しなかった。

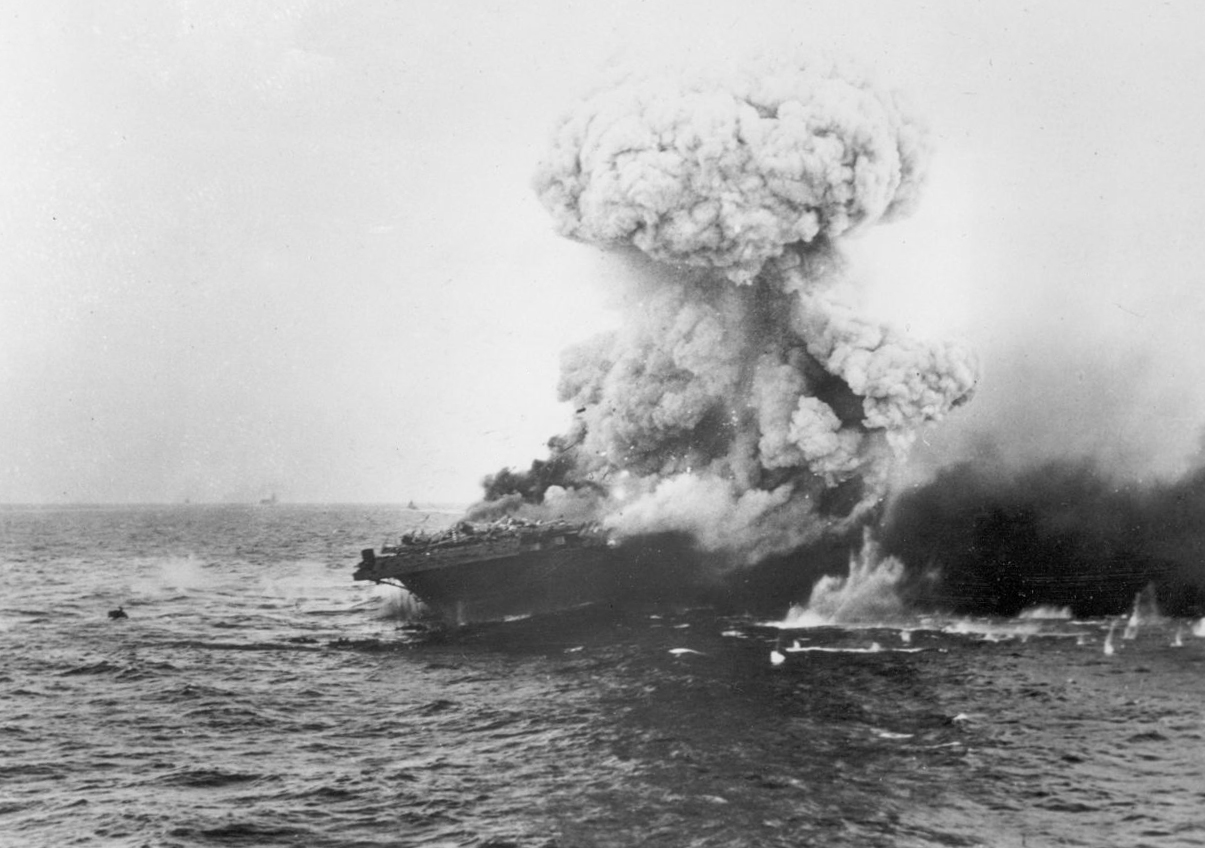
大爆発を起こしたレキシントン

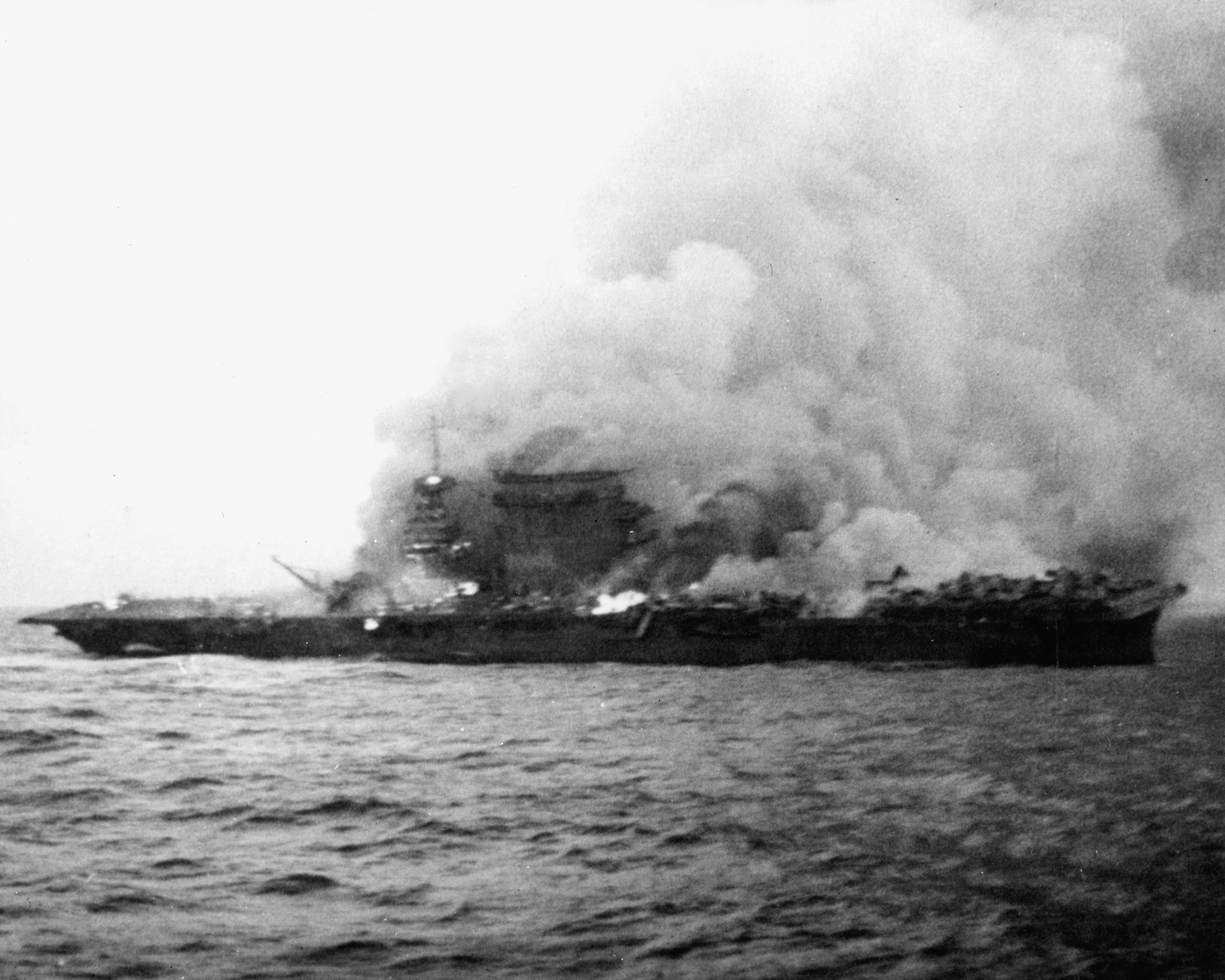
総員退去後、炎上しながら沈没するレキシントン

アメリカ軍攻撃隊の誤報により日本軍正規空母2隻を撃沈したと錯覚した第17任務部隊は勝利を確信した。航空隊の報告によれば、正規空母1隻撃沈、もう1隻に1000ポンド爆弾3発・魚雷5本命中沈没確実、零戦5、爆撃機3を撃墜、第17任務部隊直衛戦闘で零戦22、爆撃機11、雷撃機31を撃墜という大戦果である。ところが、レキシントンの攻撃隊が無傷の瑞鶴を目撃したため、計算外の正規空母1隻が存在することになり、フレッチャーは南太平洋方面部隊に偵察を依頼すると、珊瑚海から退避することを決定した。
この時点で空母ヨークタウンの飛行甲板修理は完了、レキシントンの火災も大部分が鎮火して傾斜復元に成功し、直衛戦闘機隊・艦爆隊の着艦・補給・発艦を開始するが、その時、レキシントンの艦内に充満していた気化ガソリンが発電機か電気のスパークによって引火・爆発が発生した。配電盤が故障して通信機能が麻痺、続いて応急指揮所が全滅、5インチ砲弾弾薬庫が誘爆、(12:59) にはSBD 9機、F4F 5機を発艦させたが、(13:19) の爆発で操舵室と機械室の放棄を余儀なくされた。断続的に爆発が発生し、レキシントンは航行不能となった。(17:10) 総員退去命令が出て乗組員は脱出を開始、(19:56) に駆逐艦フェルプスが雷撃処分した。なお、ヨークタウンでも燃料漏れは起きたがレキシントン級の格納庫が密閉式構造だったのに対し、ヨークタウン級は開放式の格納庫だったので気化した燃料が艦内に充満せず、難を逃れた。
9日、フレッチャー少将は戦場を離脱した。日本軍水上偵察機部隊は不時着機の捜索を行い、米陸軍航空隊のB-17が各地の日本軍基地を爆撃したが、大規模な戦闘には発展しなかった。

### その後
5月8日、永野修身軍令部総長は昭和天皇に珊瑚海海戦の戦況と戦果を奏上した。5月9日、新聞では「連合軍の戦艦、空母戦力損耗にとどめの一撃。アメリカは日本艦艇に立ち向かおうとしないだろう」と報じられた。日本側戦果の発表は、「米空母サラトガ型、ヨークタウン型、各1隻撃沈。2万トン級給油艦大破。駆逐艦一隻撃沈。敵機撃墜98機」、ラバウル基地航空部隊の戦果は「米戦艦カリフォルニア型1隻、甲巡洋艦ポートランド型1隻、撃沈。英戦艦ウォースパイト型大破。米戦艦ノースカロライナ型一隻中破。米中巡洋艦ルイスビル型1隻大破」、当方の損害は「小型空母沈没、飛行機24機」。また「サラトガ型・ヨークタウン型空母各1隻撃沈・戦艦2隻撃沈破、わがほう小型空母1沈没、飛行機31機未帰還」との大本営発表を行う。
これまでの大本営発表は割合正確であったが、この海戦から大幅な戦果水増しが始まった。基地航空部隊の雷撃と水平爆撃は全て外れて戦果は皆無であったが、攻撃隊は「艦型不詳戦艦一隻撃沈、重巡洋艦一隻大破」と過大に報告した。チェックする南洋部隊、連合艦隊、軍令部、海軍省とも大戦果を強調した。当日会敵した艦はそれぞれ、3隻の巡洋艦が戦艦に変えられ、まだ就役もしていないノースカロライナ級戦艦も付け足され、2隻の駆逐艦を甲巡、中巡に格上げし、それぞれ撃沈、大破、中破と変更されている。書籍によっては日本海軍が明らかに虚偽の大本営発表をおこなうようになったのはミッドウェー海戦からと紹介されることもあ。過大戦果発表や自軍損害の秘匿については連合軍側もおこなっている。
連合軍側は「日本軍の航空母艦1隻、甲級巡洋艦1隻、乙級巡洋艦1隻、駆逐艦2隻、砲艦4隻、輸送船1隻、貨物船1隻」を撃沈、他に「空母1隻、重巡1隻、軽巡1隻、水上機母艦1隻、貨物船1隻」に損害を与え、「真珠湾の復讐に成功した」と宣伝した。5月10日、アメリカ海軍省は「日本艦艇撃沈確実25隻、撃沈おおむね確実5隻、撃沈やや確実4隻」と発表、連合国軍南西太平洋方面司令官ダグラス・マッカーサー将軍も、同様に大戦果を報じた。これらの勝利報道を受けてニューヨーク・タイムズ紙は「太平洋上の大海戦にて日本軍撃退される。軍艦17隻ないし22隻撃沈破、敵艦隊遁走、連合国艦艇追撃中」と発表し、アメリカ国民は喝采をおくった。同10日、連合艦隊は五航戦の機動部隊復帰を命じた。
5月12日、昭和天皇は山本五十六連合艦隊司令長官に対し、「聯合艦隊航空部隊ハ勇戦奮闘珊瑚海ニ於テ大ニ米英聯合ノ敵艦隊ヲ撃破セリ　朕深ク之ヲ嘉賞ス」の勅語を下賜した。連合艦隊側は南洋部隊の作戦指揮に不満を抱いていたので、勅語に対する奉答文は「本海戦ノ経過ニ鑑ミ 今後一層奮励努力 以テ聖旨ニ副ヒ奉ランコトヲ期ス」で結ばれていた。
5月15日、横浜空飛行艇が「ホーネット型空母2隻」を発見したが、戦闘には発展していない。同時期、伊29号潜水艦は「大破した戦艦ウォースパイトがシドニー湾に入港した」と報告、日本海軍は特殊潜航艇「甲標的」の投入を決断する。同15日、大本営は陸攻隊の戦果をさらに拡大訂正して発表した。
5月16日、南洋部隊は米空母2隻を捜索したが、発見できなかった。この米空母は第16任務部隊（ホーネット、エンタープライズ）であった。後日、大本営海軍報道部の平出英夫大佐は「（中略）ともあれ彼等の驚愕不安が如何に大であるかは殘存の虎の子の航空母艦二隻を過般来狽てゝ南方に下げたとでもわかる、何れ濠洲ニュージランド邊りにでも姿を見せて健在の宣傳でもしようと云ふのだらう、氣の毒なのは濠洲だ、樂園と云はれた濠洲も頼むべからざる米英の力を頼りにしてわが國に敵對してゐる爲に將に修羅地獄たらんとしてゐる、これは明達活眼の指導者を選ばなかった酬いであり反省を知らざる者の當然落ち行く運命であらう（以下略）」と放送した。
MO機動部隊は5月16-17日、トラックに帰着した。5月17日、「翔鶴」は日本に戻り、呉に入港した。同日、連合艦隊は第五戦隊を前進部隊（指揮官近藤信竹第二艦隊司令長官）に復帰させた。第五戦隊と第27駆逐隊が呉に戻ったのは5月22日であった。
5月30日、日本海軍は甲標的によるシドニー湾攻撃をおこなった。ミッドウェー海戦後の6月12日、アメリカ合衆国海軍省は珊瑚海海戦での損害を公表した。
1943年（昭和18年）1月15日、山本五十六連合艦隊司令長官は、MO機動部隊が「空母2隻を撃沈、戦艦1隻と巡洋艦1隻を撃破した」と認定して感状を、ラバウル航空隊が「戦艦と大型巡洋艦を撃沈、戦艦1隻大破した」と認定して感状を授与した。5月、海軍省は本海戦の戦闘経過を発表した。

## 参加兵力

### 日本海軍
- 南洋部隊（指揮官：第四艦隊司令長官井上成美中将）練習巡洋艦「鹿島」
  - MO機動部隊（指揮官：第五戦隊司令官高木武雄中将）[72]
    - 主隊
      - 第五戦隊：重巡洋艦「妙高」、「羽黒」
      - 第七駆逐隊：駆逐艦「曙」、「潮」

    - 航空部隊（指揮官：第五航空戦隊司令官原忠一少将）
      - 第五航空戦隊：空母「瑞鶴」（艦戦20、艦爆22、艦攻21）、「翔鶴」（艦戦17、艦爆21、艦攻16）
      - 第二十七駆逐隊：駆逐艦「有明」、「夕暮」、「白露」、「時雨」

    - 作戦行動中、臨時編入[356]
      - 第六戦隊第二小隊：重巡洋艦「衣笠」、「古鷹」

    - 補給部隊
      - 給油船「東邦丸」

  - MO攻略部隊（指揮官：第六戦隊（英語版）司令官五藤存知少将）
    - MO主隊
      - 第六戦隊：重巡洋艦「青葉」、「加古」、「衣笠」（九四式水偵×2）、「古鷹」（九四式水偵×2）
      - 空母「祥鳳」（艦戦16、九七式1号艦攻×12）
      - 駆逐艦「漣」（第7駆逐隊）

    - 掩護部隊（指揮官：第十八戦隊（英語版）司令官丸茂邦則少将）
      - 第十八戦隊：軽巡洋艦「天龍」、「龍田」
      - 特設水上機母艦「神川丸」(零水×4、零観×8)、「聖川丸」(零水×4、零観×8)飛行機隊
      - 特設砲艦「日海丸」、「京城丸」、「勝泳丸」
      - 特設掃海艇2隻

    - ポートモレスビー攻略部隊（指揮官：第六水雷戦隊司令官梶岡定道少将 ）
      - 第六水雷戦隊：軽巡洋艦「夕張」、駆逐艦「追風」、「朝凪」、「睦月」、「弥生」、「望月」
      - 敷設艦「津軽」
      - 「第二十号掃海艇」
      - 輸送船12隻

- 基地航空部隊（指揮官：第十一航空艦隊司令長官塚原二四三中将）
  - 第五空襲部隊（指揮官：第二十五航空戦隊（英語版）司令官山田定義少将）
    - 第二十五航空戦隊
      - 第四航空隊:一式陸攻×12機出撃
      - 台南海軍航空隊:零戦×11機
      - 横浜海軍航空隊:九七式飛行艇×7機出撃

    - 元山海軍航空隊（戦闘機隊欠）:九六式陸攻×20機出撃

### 連合軍
第17任務部隊
アメリカ、オーストラリア連合軍
司令官:フランク・J・フレッチャー米少将 旗艦:ヨークタウン
第2群、司令官:トーマス・C・キンケイド米少将
- 重巡ミネアポリス、ニューオーリンズ、アストリア、チェスター、ポートランド
- 駆逐艦フェルプス、ファラガット、デューイ、エールウィン、モナガン

第3群、司令官:ジョン・グレゴリー・クレース英少将
- 重巡オーストラリア（HMAS）、シカゴ
- 軽巡ホバート（HMAS）
- 駆逐艦パーキンス、ウォーク

第5群、司令官:オーブリー・フィッチ米少将
- 空母ヨークタウン
  - F4F22機、SBD36機、TBD12機
- 空母レキシントン
  - F4F22機、SBD38機、TBD13機
- 駆逐艦モリス、アンダーソン、ハムマン、ラッセル

第6群、司令官:ジョン・S・フィリップス米大佐
- 油槽船ネオショー、ティペカノー
- 駆逐艦シムス、ウォーデン

第7群、司令官:ジョージ・H・ホーデン米中佐
- 水上機母艦 タンジール

## 損害

### 日本軍
- 沈没:空母祥鳳、駆逐艦菊月、掃海艇3隻
- 損傷:空母翔鶴、駆逐艦夕月、敷設艦沖島
- 喪失:航空機97機

### 連合軍
- 沈没:空母レキシントン、油槽船ネオショー、駆逐艦シムス
- 損傷:空母ヨークタウン
- 喪失:航空機69機

## 影響
本海戦により、日本海軍はポートモレスビー作戦を延期せざるを得なくなった。それまで順調に進められていた進攻が止まり、5月7日のMO機動部隊（瑞鶴、翔鶴ほか）の南下が太平洋戦争における日本の水上艦艇の最南下地点となった。日本はMO作戦で南東方面の戦略態勢を整え、豪州北東部に威力を及ぼし、珊瑚海を制し、この方面の敵兵力増強を阻止することに失敗した。連合国は日本の進出を阻止し、計画通り南太平洋の増強が可能になった。第十九戦隊によるナウル攻略作戦と占領も、5月4日のツラギ空襲、12日にS級潜水艦の雷撃による旗艦「沖島」沈没、さらに第16任務部隊の出現により延期された。
日本は勝利を報じ、戦術的勝利が高く評価されたが、戦略的失敗があまり目を向けられなかった。本海戦では空母部隊、基地航空部隊、水上機部隊の連繋が極めて悪く、幾多の貴重な戦訓が得られた筈であったが、戦術的勝利に惑わされて事後の研究が行われなかった。他にも、この海戦の戦訓として、綿密・迅速・正確な索敵が死命を制すること、アメリカ海軍機動部隊の迎撃戦闘機と対空兵器は威力があり、その対策が必要なこと、米急降下爆撃機は気づかぬところから急に爆弾を投下してくる恐れがあり、命中率も低くないことなど、日本海軍が直ちに取り入れるべき戦訓が多数あった。しかし、井上成美を侮り珊瑚海海戦を軽く見た海軍首脳部は、海戦の内容を良く調べようとせず、貴重な戦訓はほとんど省みられずに放置され、ミッドウェー海戦でその代償を支払うこととなった。
日本海軍は第五航空戦隊の航空隊が甚大な被害をうけた。本海戦のあとも、五航戦は6月上旬のミッドウェー作戦の予定戦力に組み込まれていた。だが5月14日に連合艦隊に対して南洋部隊から珊瑚海海戦における五航戦の戦死者の報告があり、「翔鶴」と航空隊の損害があまりにも大きかったので、両艦とも到底次期作戦に使えないことが判明した。17日、呉に帰港した「翔鶴」は修理に三ケ月必要であることが判明し、連合艦隊はMI作戦の兵力部署を訂正した。こうして第一航空艦隊は三分の一の戦力を失った状態でミッドウェー作戦に臨むことになる。
一方、アメリカ海軍は、1942年1月に空母サラトガが日本海軍潜水艦伊6の攻撃で大破し、珊瑚海海戦でヨークタウンが中破しレキシントンが沈没したので、戦力を100パーセント発揮できる太平洋艦隊の空母はエンタープライズとホーネットだけという苦境に立たされた。しかし損傷したヨークタウンは真珠湾に帰港し、復旧には3か月かかるであろうと診断された損傷を不眠不休の突貫工事で応急修理、数日で戦闘可能な状態に復帰させ、アメリカ本土へ後退したサラトガの艦載機を載せてミッドウェー海戦に参加した。
真珠湾攻撃以来、日本海軍機動部隊（第一航空艦隊）の主力であった第一航空戦隊（赤城、加賀）と第二航空戦隊（蒼龍、飛龍）は連戦連勝を収め、一方的な勝利に自信を深めていた。一航戦と二航戦から格下と見られていた第五航空戦隊が珊瑚海海戦で健闘したことは、一航艦や連合艦隊の過信を助長した。また、ラバウルの基地航空部隊による過大な戦果報告は、中央や連合艦隊にアメリカを過小評価する一因となった。
井上中将は第四艦隊司令長官名で、攻撃隊の「空母二隻撃沈」の報を十分に確認することなく正式に連合艦隊司令部に報告した。当初、日本海軍は太平洋の米軍残存正規空母を3-4隻、西海岸修理中1隻とみていた。軍令部・連合艦隊司令部・南雲機動部隊司令部は、珊瑚海海戦で空母2隻撃沈（その後、1隻は損傷して修理中と判断変更）、5月15日発見の健在空母2隻という情報を踏まえ、ミッドウェー作戦で米空母は出現しないと判断しはじめる。貨客船を改造した仮装空母（護衛空母）の存在も察知していたが、脅威とは見ていなかった。また、仮に米空母が日本艦隊迎撃のために出現しても、一航戦と二航戦で鎧袖一触と判断した。
戦後、福留繁（当時、軍令部第一部長）は「日本海軍が進攻を断念したのはミッドウェー海戦の敗北のためである。珊瑚海海戦は戦略的（ソロモン方面に連合軍の注意をひきつけ南方資源占領地域の安全を図る）にも戦術的（祥鳳とレキシントンの刺し違え）にも日本海軍の勝利だった」とし、珊瑚海海戦は航空艦隊同士の航空戦で勝敗を争ったという意味で、従来の大艦巨砲主義が転換したことを象徴する記念すべき海戦とも評価している。
戦後、アメリカ太平洋艦隊司令長官のニミッツ大将は「戦術的に見るならば、珊瑚海海戦は日本側にわずかに勝利の分があった。」「しかし、これを「戦略的に見れば、米国は勝利を収めた。開戦以来、日本の膨張は初めて抑えられた。」「さらに重要なことは、空母「翔鶴」の損傷修理と打ちのめされた空母「瑞鶴」の飛行隊再建の必要から、これら両艦ともミッドウェー海戦に参加できなかったことである。両空母がミッドウェー海戦に参加していたならば、この海戦の成果に決定的な役割を充分果たしていたであろう。」と語っている。

## 勝敗の要因
本海戦は、日本海軍にとっては太平洋戦争緒戦の連戦連勝の中での初のつまづきとなった。第四艦隊司令長官井上成美中将は、本海戦によるポートモレスビー作戦の延期、また戦果拡大を図る追撃を中止したことを理由に、権威を損なう臆病風、攻撃精神の欠如と中央や連合艦隊司令部の指導者から非難された。軍令部や宇垣纏連合艦隊参謀長はおろか、連合艦隊司令部、山本五十六連合艦隊司令長官、永野修身軍令部総長からも批判を受け、最終的に昭和天皇から「井上は学者だから、戦は余りうまくない」と評された。嶋田繁太郎海軍大臣に至っては井上の将官人物評で「戦機見る明なし。次官の望みなし。徳望なし。航本の実績上がらず。兵学校長、鎮長官か。大将はダメ」と酷評した。土肥一夫少佐によれば、連合艦隊司令部の電報綴には井上と第四艦隊に対する罵倒の赤字が書き殴られていたという。
本海戦で、井上は史上初の空母機動部隊同士の決戦における総指揮官となり、寄せ集め部隊を率いて、手探りで戦いを進めた。また、井上が作戦を断念して撤退したのは、残った空母瑞鶴一隻の航空兵力だけでは、上陸作戦を援護するには不十分という判断や、井上が機動戦について一撃離脱をすべきと考えていたことも影響している。この判断は、アメリカ軍第17任務部隊が戦力を喪失して戦場を去り、珊瑚海へ向かっていた第16任務部隊（空母エンタープライズ、ホーネット）にも真珠湾への退避命令が出ており、連合国が日本の攻略部隊によるポートモレスビー上陸を防ぐことはできない状態にあったことが軍事資料から読み取れるため、戦略的失敗である。しかし、当時ポートモレスビーおよびオーストラリア大陸北部のタウンズビルの飛行場にはアメリカ陸軍航空隊を中核とした計300機にのぼる航空戦力が配備されており、空母が存在しない状況になっていたとはいえ、5月8日の時点でわずかに39機の使用可能機と17機の修理可能機を有していたにすぎないMO機動部隊が、ポートモレスビー攻略を成し遂げることはよほどの幸運でもない限り不可能とする意見もある。
1952年（昭和27年）9月、レキシントンに乗艦して本海戦に参加したポール・D・ストループ大佐（空母「エセックス」艦長）と高田利種元海軍少将が対談した際、高田は「日本海軍は東京時間を使用したので、現地時間を採用した米海軍よりも遅れをとったから」と語った。

## 珊瑚海海戦を題材にした作品

### 映像
- 珊瑚海海戦 (戦争映画)（英語版）
- アニメンタリー 決断、第8話「珊瑚海海戦」
- ミッドウェイ (2019年の映画) - 沈没寸前の「レキシントン」が登場するが、ハルゼー提督と「エンタープライズ」が合流するなど脚色もある。
- 永遠の0‐元海軍中尉の伊藤寛次が珊瑚海海戦とミッドウェー海戦について話を佐伯健太郎に話しているシーンがある。

### ゲーム
- バトルステーションズ・ミッドウェイ - ビデオゲーム。本海戦を取り扱っている。